# ФК Бернли
Фудбалски клуб Бeрнли (енгл. Burnley Football Club), често правописно неправилно као „Барнли”, професионални је енглески фудбалски клуб из Бeрнлија. Тренутно се такмичи у Премијер лиги, пошто се у сезони 2022/23. као првопласирани тим Чемпионшипа пласирао у виши ранг. Клуб је основан 1882. године и своје утакмице као домаћин игра на стадиону Турф Мур још од 1883. године.
Актуелни краљ Уједињеног Краљевства Чарлс III навија за њих.

## Тренутна постава
Од 12. јануара 2021.
| Бр. |               | Позиција | Играч                  |
| --- | ------------- | -------- | ---------------------- |
| 1   | Енглеска      | Г        | Ник Поуп               |
| 2   | Енглеска      | Г        | Метју Лоутон           |
| 3   | Енглеска      | Г        | Чарли Тејлор           |
| 4   | Енглеска      | Г        | Џек Корк               |
| 5   | Енглеска      | Г        | Џејмс Тарковски        |
| 6   | Енглеска      | Г        | Бен Ми (капитен)       |
| 7   | Исланд        | С        | Јоханес Карл Гудјонсон |
| 8   | Енглеска      | Г        | Џош Браунхил           |
| 9   | Аустралија    | Г        | Крис Вуд               |
| 10  | Енглеска      | Г        | Ешли Барнс             |
| 11  | Енглеска      | Г        | Двајт МакНил           |
| 12  | Енглеска      | Г        | Роби Бреди             |
| 15  | Северна Ирска | Г        | Бејли Пикок-Фарел      |

| Бр. |                 | Позиција | Играч        |
| --- | --------------- | -------- | ------------ |
| 16  | Енглеска        | Г        | Дејл Стевенс |
| 18  | Енглеска        | Г        | Ешли Вествуд |
| 19  | Енглеска        | Н        | Џеј Родригез |
| 23  | Холандија       | Г        | Ерик Питерс  |
| 25  | Енглеска        | Г        | Вил Норис    |
| 26  | Шкотска         | Г        | Фил Бердсли  |
| 27  | Чешка           | Г        | Матеј Видра  |
| 28  | Република Ирска | Г        | Кевин Лонг   |
| 31  | Енглеска        | Г        | Ричард Нарти |
| 34  | Република Ирска | Г        | Џими Дун     |
| 37  | Енглеска        | Г        | Боби Томас   |
| 40  | Данска          | Г        | Лукас Јенсен |
| 44  | Енглеска        | Г        | Маце Гудрич  |

## Рекорди
- Највећа лигашка победа: 9-0 v Дарвен, 1. Дивизија, 9. јануара 1892.
- Највећа победа у купу: 9-0 v Пенрит, ФА куп, 1. коло, 17. новембра 1984.
- Највећи лигашки пораз: 0-10 v Астон Вила, 1. Дивизија, 29. августа 1925.
- Највећи пораз у купу: 0-11 v Дарвен, ФА куп, 1. коло, 17. октобра 1885.
- Рекордна посета код куће: 54,775 v Хадерсфилд Таун, ФА куп, 3. коло, Турф Мур, 23. фебруара 1924.
- Највише лигашких наступа: 522 Џери Давсон
- Највише лигашких голова: 178 Џорџ Бел
- Највише лигашких голова у сезони: 35 Џорџ Бел, 1. Дивизија, 1927/28
- Рекордно плаћени трансфер: £3,000,000 Стивен Флечер, Хибернијан, 30. јун 2009.
- Рекордно продати трансфер: £3,250,000 Кајл Леферти, Ренџерс, 19. јун 2008.

### Тренутни играчи - Највише наступа
5 играча са највише наступа који су били у клубу 5. априла 2009. су:
| Name          | Apps | Goals |
| ------------- | ---- | ----- |
| Роби Блејк    | 202  | 57    |
| Бријан Џенсен | 201  | 0     |
| Мајкл Даф     | 160  | 4     |
| Вејд Елиот    | 160  | 11    |
| Крис МкКан    | 134  | 18    |

### Тренутни играчи - Највише голова
5 играча са највише постигнутих лигашких голова који су били у клубу 27. маја 2009. су:
| Име               | Голова | Наступа |
| ----------------- | ------ | ------- |
| Роби Блејк        | 58     | 214     |
| Крис МкКан        | 18     | 143     |
| Вејд Елиот        | 14     | 168     |
| Мартин Патерсон   | 13     | 46      |
| Грахам Александер | 11     | 92      |

### Најбољи стрелци (по сезонама)
| Име                       | Голова | Сезона  |
| ------------------------- | ------ | ------- |
| Martin Paterson           | 19     | 2008/09 |
| Енди Греј                 | 11     | 2007/08 |
| Енди Греј                 | 14     | 2006/07 |
| Аде Акинбији              | 14     | 2005/06 |
| Роби Блејк                | 13     | 2004/05 |
| Роби Блејк                | 22     | 2003/04 |
| Герет Тејлор и Роби Блејк | 16     | 2002/03 |
| Герет Тејлор              | 16     | 2001/02 |
| Енди Пејтон               | 9      | 2000/01 |
| Енди Пејтон               | 27     | 1999/00 |
| Енди Пејтон               | 20     | 1998/99 |
| Енди Кук                  | 16     | 1997/98 |
| Пол Барнс                 | 24     | 1996/97 |

## Некадашњи играчи
| - Димитриос Пападопулос - Гордон Харис - Били Хамилтон - Џими Хоган - Стив Киндон - Кајл Лаферти - Ерик Ђемба-Ђемба - Мохамед Камара - Габор Кирали - Станислав Варга - Ијан Рајт |  | - Крис Вудс - Џек Бутон - Ли Диксон - Берт Фримен - Алан Ли - Алан Махон |